# You Must Believe in Spring
You Must Believe in Spring è un album in studio del musicista statunitense Bill Evans, pubblicato postumo nel 1981.

## Tracce
Side 1
1. B Minor Waltz (for Ellaine) – 3:12 (Bill Evans)
2. You Must Believe in Spring – 5:37 (Alan Bergman, Marilyn Bergman, Jacques Demy, Michel Legrand)
3. Gary's Theme – 4:15 (Gary McFarland)
4. We Will Meet Again (for Harry) – 3:59 (Bill Evans)

Side 2
1. The Peacocks – 6:00 (Jimmy Rowles)
2. Sometime Ago – 4:52 (Sergio Mihanovich)
3. Theme from M*A*S*H (Suicide Is Painless) – 5:53 (Johnny Mandel, Mike Altman)

Tracce Bonus CD (2003)
1. Without a Song – 8:05 (Edward Eliscu, Billy Rose, Vincent Youmans)
2. Freddie Freeloader – 7:34 (Miles Davis)
3. All of You – 8:09 (Cole Porter)

## Formazione
- Bill Evans – piano
- Eddie Gómez – contrabbasso
- Eliot Zigmund – batteria